# Vanhaselkä
Vanhaselkä är en del av sjön Päijänne i Finland.   Den ligger i landskapet Mellersta Finland, i den södra delen av landet, 190 km norr om huvudstaden Helsingfors. Vanhaselkä ligger 74 meter över havet.